# Matinee (film)
Matinee è un film del 1993 diretto da Joe Dante.
Il titolo prende spunto dal termine matinée, ovvero una rappresentazione teatrale che si tiene di mattina o nel pomeriggio.

## Trama
Durante la crisi dei missili di Cuba un produttore cinematografico, sfruttando la paura che la gente di quel periodo aveva per la bomba atomica, decide di creare un film in cui un uomo subisce le conseguenze di una esposizione a radiazioni durante una radiografia e si trasforma in formica gigante. Il film segue le vicissitudini di questo produttore che cerca di portare sul grande schermo questa sua strana storia.

## Colonna sonora
La colonna sonora è stata composta da Jerry Goldsmith, ma nel film si possono ascoltare anche vari arrangiamenti, opera di Dick Jacobs, di famosi temi musicali relativi vecchi film di fantascienza degli anni cinquanta, cioè quelli di Destinazione... Terra!, Cittadino dello spazio, Tarantola, Il mostro della laguna nera, La vendetta del mostro, Il terrore sul mondo, La mantide omicida, dell'horror Il figlio di Dracula e del western L'uomo che uccise Liberty Valance.
Oltre a ciò, sono presenti brani d'epoca (anni cinquanta-sessanta) quali The Lion Sleeps Tonight (The Tokens), Loco-Motion (Little Eva), Walk, Don't Run (The Challengers), My Boyfriend's Back (The Angels), The End Of The World (Skeeter Davis), Johnny Angel (Shelley Fabares), The Great Pretender (The Platters).